# Arrondissement de Brignoles
L'arrondissement de Brignoles est une division administrative française, située dans le département du Var et la région Provence-Alpes-Côte d'Azur.

## Histoire
L'arrondissement de Brignoles est créé au 5 décembre 1974 par le décret n° 74-1028 du 4 décembre 1974 portant transfert à Toulon du chef-lieu du département du Var, suppression de la sous-préfecture de Toulon, création de sous-préfectures à Draguignan et Brignoles et fixation de la circonscription territoriale des trois arrondissements.

## Composition

### Composition avant 2015
- canton d'Aups
- canton de Barjols
- canton de Besse-sur-Issole
- canton de Brignoles
- canton de Cotignac
- canton de Rians
- canton de La Roquebrussanne
- canton de Saint-Maximin-la-Sainte-Baume
- canton de Tavernes

### Découpage communal depuis 2015
Depuis 2015, le nombre de communes des arrondissements varie chaque année soit du fait du redécoupage cantonal de 2014 qui a conduit à l'ajustement de périmètres de certains arrondissements, soit à la suite de la création de communes nouvelles. Le nombre de communes de l'arrondissement de Brignoles est ainsi de 61 en 2015, 61 en 2016 et 67 en 2017.
Au 1er janvier 2024, l'arrondissement groupe les 67 communes suivantes :
1. Aiguines
2. Artignosc-sur-Verdon
3. Artigues
4. Aups
5. Barjols
6. Baudinard-sur-Verdon
7. Bauduen
8. Besse-sur-Issole
9. Bras
10. Brignoles
11. Brue-Auriac
12. Cabasse
13. Camps-la-Source
14. Le Cannet-des-Maures
15. Carcès
16. Carnoules
17. La Celle
18. Châteauvert
19. Correns
20. Cotignac
21. Entrecasteaux
22. Esparron
23. Flassans-sur-Issole
24. Forcalqueiret
25. Fox-Amphoux
26. Garéoult
27. Ginasservis
28. Gonfaron
29. Le Luc
30. Les Mayons
31. Mazaugues
32. Méounes-lès-Montrieux
33. Moissac-Bellevue
34. Montfort-sur-Argens
35. Montmeyan
36. Nans-les-Pins
37. Néoules
38. Ollières
39. Pignans
40. Plan-d'Aups-Sainte-Baume
41. Pontevès
42. Pourcieux
43. Pourrières
44. Puget-Ville
45. Régusse
46. Rians
47. Rocbaron
48. La Roquebrussanne
49. Rougiers
50. Sainte-Anastasie-sur-Issole
51. Saint-Julien
52. Saint-Martin-de-Pallières
53. Saint-Maximin-la-Sainte-Baume
54. Saint-Zacharie
55. Les Salles-sur-Verdon
56. Seillons-Source-d'Argens
57. Tavernes
58. Le Thoronet
59. Tourtour
60. Tourves
61. Le Val
62. Varages
63. La Verdière
64. Vérignon
65. Villecroze
66. Vinon-sur-Verdon
67. Vins-sur-Caramy

## Démographie
En 2022, l'arrondissement comptait 190 660 habitants.
| 1968   | 1975   | 1982   | 1990   | 1999    | 2006    | 2011    | 2016    | 2021    |
| ------ | ------ | ------ | ------ | ------- | ------- | ------- | ------- | ------- |
| 49 401 | 52 763 | 63 273 | 86 556 | 107 054 | 130 259 | 559 343 | 181 649 | 188 423 |

| 2022    | - | - | - | - | - | - | - | - |
| ------- | - | - | - | - | - | - | - | - |
| 190 660 | - | - | - | - | - | - | - | - |

## Sous-préfet
| Période         | Période         | Identité                             | Fonction précédente       | Observation            |
| --------------- | --------------- | ------------------------------------ | ------------------------- | ---------------------- |
| mai 1815        | 1816            | Mouttet                              |                           | Sous-préfet provisoire |
| janvier 1816    | septembre 1830  | Louis-Antoine Serrin                 |                           | -                      |
| octobre 1830    | août 1833       | Marius Peraldi                       |                           | -                      |
| septembre 1833  | août 1834       | M. Fournier                          |                           | -                      |
| août 1834       | novembre 1835   | M. de Pelet                          |                           | -                      |
| novembre 1835   | avril 1845      | Jean-Baptiste-Constant Demengeot     |                           | -                      |
| avril 1845      | mars 1847       | M. de Rabiers du Villars             |                           | -                      |
| mars 1847       | mars 1848       | Émile Paul                           |                           | -                      |
| mars 1848       | juillet 1848    | Casimir Henricy                      |                           | -                      |
| août 1848       | juillet 1849    | Jean-François Destigny               |                           | -                      |
| 3 juillet 1849  | octobre 1851    | Gustave-Léonard Pompon-Levainville   |                           |                        |
| 25 octobre 1851 | 30 octobre 1851 | M. Doll                              |                           |                        |
| octobre 1851    | décembre 1851   | M. Claudon                           |                           | -                      |
| décembre 1851   | juin 1854       | M. de Castellane                     |                           | -                      |
| juin 1854       | novembre 1855   | Antoine de Chapuys de Montlaville    |                           | -                      |
| novembre 1855   | juillet 1859    | M. de l'Angle Beaumanoir             | Ancien officier de marine | -                      |
| juillet 1859    | novembre 1868   | Jean-Toussaint Chiappini             |                           | -                      |
| novembre 1868   | mars 1870       | Paul Bourdier                        |                           | -                      |
| mars 1870       | septembre 1870  | Alfred-Désiré de Joly                | Sous-préfet de Marennes   | -                      |
| septembre 1870  | octobre 1871    | Bruno Chabrier                       |                           | -                      |
| octobre 1871    | septembre 1872  | Gustave-Hippolyte Delacroix-Marsy    |                           | -                      |
| septembre 1872  | octobre 1873    | M. Touchebœuf                        |                           | -                      |
| octobre 1873    | avril 1874      | M. Borbeau                           |                           | -                      |
| avril 1874      | décembre 1875   | M. Le Vicomte du Parc                |                           | -                      |
| décembre 1875   | août 1876       | Charles Thomson (préfet)             | Sous-préfet de Briançon   | -                      |
| août 1876       | février 1877    | M. Le Comte de la Rochette           |                           | -                      |
| février 1877    | mai 1877        | François Mattéi                      |                           | -                      |
| mai 1877        | décembre 1877   | M. Costa                             |                           | -                      |
| décembre 1877   | janvier 1880    | François Mattéi                      |                           | -                      |
| janvier 1880    | juin 1888       | François-Joseph Garipuy              |                           | -                      |
| juin 1888       | janvier 1891    | Jean-Pierre-François-Paul de Gaffory |                           | -                      |
| janvier 1891    | ?               | Georges-Louis Tommasi                |                           | -                      |

### Cinquième République (depuis 1958)
| Période          | Période        | Identité           | Fonction précédente                           | Observation            |
| ---------------- | -------------- | ------------------ | --------------------------------------------- | ---------------------- |
| 13 juin 2016     | 3 janvier 2020 | André Carava (d)   | Sous-préfet de Montbrison                     |                        |
| 28 janvier 2020  | 17 août 2021   | Olivier Bitz       | Sous-préfet de Mortagne-au-Perche             | Élu sénateur de l'Orne |
| 8 septembre 2021 | 23 août 2024   | Charbel Aboud (d)  | Secrétaire général de la préfecture du Cantal |                        |
| 14 novembre 2024 | En cours       | Anne-Cécile Vialle | Sous-préfète de Figeac                        |                        |